# Christian Eckert (Politiker)

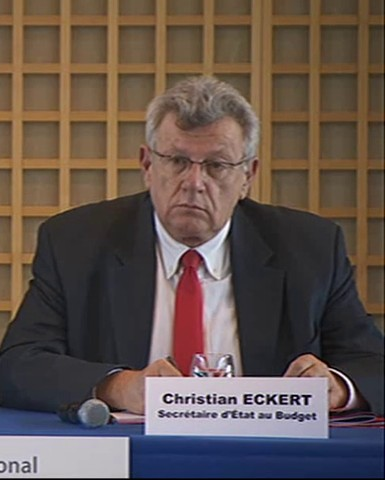
Christian Eckert (2014)

Christian Eckert (* 8. Februar 1956 in Algrange, Département Moselle) ist ein französischer Politiker der Parti socialiste (PS).

## Leben
Christian Eckert studierte Mathematik und war als Gymnasiallehrer für Mathematik in Frankreich tätig. Eckert ist seit 2007 Abgeordneter in der Nationalversammlung. Seit 2014 ist Eckert im Kabinett Valls I, Kabinett Valls II und Kabinett Cazeneuve als Staatssekretär für den Staatshaushalt verantwortlich.